# Magapia
Magapia is een geslacht van neteldieren uit de familie van de Magapiidae.

## Soort
- Magapia jaumotti (Bouillon, 1978)